# Von Willebrandův faktor
Von Willebrandův faktor (vWF) je glykoprotein, který se účastní hemokoagulace.
Jeho nedostatek nebo defekt se projevuje jako von Willebrandova choroba, ale také se podílí na vzniku řady onemocnění, jako je např. trombotická trombocytopenická purpura, Heydeho syndrom, a pravděpodobně i hemolyticko-uremický syndrom.

## Syntéza
Von Willebrandův faktor je syntetizován v buňkách endotelu (je zde uložen v organelách nazývaných Weibelova-Paladeho tělíska), v megakaryocytech, v α-granulích trombocytů, v subendoteliální pojivové tkáni a následně uvolňován do krevní plazmy.
Hladina vWF v plazmě závisí na krevní skupině. Nejnižší hladiny mají lidé se skupinou 0 a nejvyšší hladiny byly zjištěny u nositelů skupiny AB.

## Struktura
Monomer Von Willebrandova faktoru je protein tvořený z 2 050 aminokyselin a obsahuje řadu domén se specifickou funkcí, např.:
- D'/D3 doména, která se váže na Faktor VIII
- A1 doména, která se váže na:
  - glykoprotein Ib na povrchu trombocytů
  - heparin
  - pravděp. kolagen
- A3 doména, která se váže na kolagen [3]
- C1 doména, ve které se sekvence tvořená z aminokyselin: Arg-Gly-Asp váže na integrin αIIbβ3 trombocytů poté, co je aktivován
- doména "cysteinový uzel" (na C-konci řetězce proteinu), která reguluje tvar molekuly proteinu a usnadňuje vytváření dimerů.

Monomery jsou následně N-glykosylovány, v endoplazmatickém retikulu uspořádány do dimerů a v Golgiho aparátu do multimerů pomocí příčných disulfidových vazeb mezi zbytky cysteinu.
vWF je jeden z několika proteinů, které nesou antigeny AB0 krevního systému (sacharidové řetězce vázané přes zbytek aminokyseliny Asn na protein).

Multimery vWF mohou být extrémně dlouhé, >20,000 kDa, a skládají se z více než 80 podjednotek (každá o molekulové hmotnosti 250 kDa). Pouze velké multimery (přítomné v krevní plazmě) jsou funkční.

## Funkce
Von Willebrandův faktor není enzym a nemá tedy žádnou katalytickou aktivitu. Jeho primární funkcí je vázat se na ostatní proteiny (především na Faktor VIII) a usnadňovat agregaci a adhezi trombocytů v místě poranění.
vWF se váže na tyto důležité proteiny a buňky:
- na neaktivní faktor VIII, který tak chrání před rychlým odbouráváním. Z vazby na vWF je faktor VIII uvolněn při kontaktu s negativně nabitými fosfolipidovými povrchy. Na molekule FVIII se tak zpřístupní vazebné místo pro fosfolipidy, které je v komplexu s vWF skryté.
- na kolagen, např. když je exponován při poškození krevní cévy.
- na komplex tvořený z glykoproteinů gpIb, gpIX a gpV na povrchu trombocytu; tato vazba je nejvíc efektivní za podmínek vysokého smykového napětí (např. při rychlém toku krve v tenkých cévách, viz níže).
- na ostatní receptory trombocytů, poté co jsou aktivovány např. trombinem (t.j. koagulace je aktivována).

Deficit vWF nebo jeho porucha vede ke krvácivým stavům (von Willebrandova choroba), které jsou nejvíc patrné ve tkáních, kde krev protéká tenkými cévami s vysokým smykovým napětím. Studie ukazují, že molekula vWF se za těchto podmínek rozvíjí a zpomaluje průchod trombocytů cévami.

## Odbourávání
Odbourávání vWF zajišťuje protein ADAMTS13 (akronym z "a disintegrin-like and metalloprotease with thrombospondin type 1 motif no. 13"). Jde o metalloproteázu, která štěpí vWF mezi tyrosinem na pozici 842 a methioninem na pozici 843 v doméně A2 - za vzniku fragmentů o molekulové hmotnosti 176 a 140 kDa, které mají menší schopnost vyvolávat agregaci a adhezi trombocytů.

## Onemocnění
Dědičné nebo získané defekty vWF vedou k Willebrandově chorobě (vWD), která se projevuje jako sklon ke krvácení z kůže a ze sliznic, tj. krvácení z nosu, nadměrné menstruační a gastrointestinální krvácení. Pozice, na které se mutace vyskytuje, určuje závažnost sklonu ke krvácení. Existují tři typy (I, II a III), a typ II se dále dělí na několik subtypů. Léčba závisí na původu abnormality a závažnosti příznaků.

Většina případů vWD má dědičný původ, ale choroba může být i získaná. Při zúžení aortální chlopně mohou nastat krvácivé komplikace, které jsou vyvolané ztrátou multimerů vWF při průchodu krve touto chlopní - dochází ke změně struktury molekuly vWF a k expozici peptidové vazby mezi aminokyselinami 842 a 843, kterou štěpí specifická proteáza (Heyde's syndrom).

U trombotické trombocytopenické purpury (TTP) a hemolyticko uremického syndromu (HUS), je proteázy ADAMTS13 buď nedostatek nebo je inhibována protilátkou zaměřenou na tento enzym. To vede ke sníženému odbourávání dlouhých multimerů vWF a mikroangiopatické hemolytické anémii s ukládáním fibrinu a trombocytů v malých cévách, a k nekróze kapilár. V případě TTP je nejvíce postižený orgán mozek; u HUS jsou to ledviny.

Vyšší hladiny vWF zvyšují riziko vzniku první ischemické cévní mozkové příhody (vyvolané trombózou).

## Historie
VWF je pojmenován po finském lékaři Eriku von Willebrand, M.D. (1870–1949), který v roce 1924 poprvé popsal dědičnou krvácivou poruchu u rodin na Alandských ostrovech, kde pozoroval tendenci ke krvácení do kůže, ze sliznic i k silnému menstruačnímu krvácení. Přestože von Willebrand nemohl identifikovat příčinu, odlišil von Willebrandovu chorobu (vWD) od hemofilie a dalších forem krvácivých stavů.

V 50. letech 20. století bylo dokázáno, že choroba vWD je způsobena nedostatkem plazmatického faktoru (místo toho, aby se považovala za výsledek poruchy trombocytů) a v 70. letech byl protein vWF izolován.